# Regulação
O conceito de regulação (do latim, regula - vara reta, barra, régua; relacionado ao v.lat. regere - reger, ordenar, controlar, dirigir, guiar - ver reta) permeia, de forma geral, diversas áreas do conhecimento humano, como as tratadas pelas disciplinas técnico-científicas da administração, da cibernética, do direito, da economia, da educação, das engenharias, e dos sistemas dinâmicos, entre outras.

## Definição geral
Em sentido geral, regulação é o conjunto de técnicas ou ações que, ao serem aplicadas a um processo, dispositivo, máquina, ou sistema, permitem alcançar a estabilidade de, ou a conformidade continuada a, um comportamento previamente definido e almejado.
De forma mais específica, em processos industriais, regulação é um conjunto de meios materiais e técnicos utilizados para manter uma grandeza física que se pretende controlar em um valor igual ou próximo a um "valor de referência", ou "ponto de operação", em conformidade com um critério de aceitabilidade previamente definido.
Com relação ao transporte ou à logística, a regulação refere-se a técnicas que permitem organizar de maneira ótima os fluxos de mercadorias, de passageiros e de veículos, e, desde que seja possível, conforme um plano previamente estabelecido. Aproxima-se, portanto,  da definição industrial do termo: identificar as não conformidades (atrasos, congestionamentos, falhas e incidentes de todo tipo que alteram o desenrolar do plano de transporte) e trazer a situação de volta ao normal, conforme planejado, o mais rápido e com o mínimo de consequências possíveis.

## Objetivo
A regulação tem por objetivo fazer com que o resultado produzido por uma máquina, organização ou sistema se aproxime de um "valor de referência" ("set point") almejado ou alcance conformidade aceitável a um determinado "marco regulatório" previamente estabelecido, mantendo-o estabilizado nesse regime de funcionamento ou estado de operação.

## História

### Dispositivos de regulação automática inventados pelo homem
A mó dos moinhos de trigo e o volante de inércia (mecanismo biela-manivela) são provavelmente os primeiros exemplos de mecanismos de regulação criados pela inventividade humana.
Na história contemporânea, a ideia veio a ser aprimorada com a invenção do governador centrífugo, destinado a manter o regime de rotação de uma máquina a vapor em um valor desejado, dosando a admissão de vapor por meio da força centrífuga que surge nas massas (bolas) do governador. Quando a velocidade de rotação aumenta, a força centrífuga afasta as bolas, uma da outra, reduzindo a admissão do vapor, sua pressão e, consequentemente, a velocidade de rotação da máquina a vapor, tendendo assim a estabilizá-la em um determinado ponto de operação.
Com o advento do aquecimento elétrico doméstico, concebeu-se a utilização de um termostato para comandar os elementos de aquecimento, através do fechamento e da abertura de um contato elétrico em função da temperatura ambiente desejada, regulando-a ao redor deste valor.
Tanto o governador centrífugo, quanto o termostato, são frequentemente mencionados como símbolos da cibernética da regulação.

## Artigos conexos
- Choix des boucles de régulation (em francês). (a traduzir)